# Portada/efemèride agost 8
Pere Casaldàliga i Pla
« 7 d'agost · 8 d'agost · 9 d'agost »